# Peccatori in blue-jeans
Peccatori in blue-jeans (Les tricheurs) è un film del 1958 diretto da Marcel Carné.
Il film, che mette in scena la gioventù ribelle di Saint-Germain-des-Prés e del Quartiere latino di Parigi, all'uscita fu aspramente giudicato dalla giovane critica francese,  ma divenne il maggior successo della stagione cinematografica 1958/59 in Francia.

## Trama
Parigi: Bob Letellier, giovane studente figlio d'un ricco imprenditore, stringe amicizia con Alain, ragazzo inquieto e intraprendente che si dichiara apertamente privo di qualunque valore che la società "perbenista" impone e, da quel momento, inizia a frequentare il suo "giro". A una festa conosce Clo, giovane benestante insoddisfatta e con un grande bisogno di evasione e, successivamente, Mic, un'altra ragazza che ha scelto di vivere autonomamente la sua vita, distante dalla propria famiglia; tra i due nasce un amore ma i codici di comportamento che regnano nell'universo nel quale sono inseriti impediscono ai due di confessarsi reciprocamente il loro sentimento.
Mic spesso è malinconica e ha anche un sogno da realizzare al più presto: vuole un'auto sportiva, una Jaguar decapottabile, in vendita nel garage dove lavora suo fratello Roger. 
 Bob, insieme ad Alain e Mic, viene a conoscenza di un'azione ricattatoria orchestrata da un loro amico che in seguito s'è reso latitante e, presi dallo spirito d'una nuova "avventura", conducono l'azione fino in fondo, venendo in possesso d'una forte somma di denaro, ma contestualmente la vicenda contribuisce a fare nascere dissapori tra Bob e Mic, che si rinfacciano i loro scrupoli borghesi. Con la somma Mic può così acquistare la tanto sognata Jaguar, seppure con la disapprovazione del fratello. Iniziano così veloci corse notturne per Parigi, con gli amici che fanno la coda per salire sulla nuova vettura e in seguito Mic, per ripicca, diviene l'amante d'Alain e Bob da quel momento se ne allontana. All’ennesima festa a casa di Clo, Mic e Bob, mentre dovrebbero per gioco confessare i loro veri sentimenti, si mentono a vicenda e, proseguendo nella commedia, Bob dichiara che sposerà Clo, che dovrebbe essere incinta. 
 La notizia getta Mic nella disperazione che, uscita dalla casa di Clo, si lancia in una folle corsa in macchina e Bob, resosi conto di quanto sta accadendo, l'insegue, ma la ragazza, abbagliata dai fari di un'auto che procede in senso opposto, si scontra con un autocarro, morendo dopo essere stata trasportata in ospedale, facendo comprendere troppo tardi a Bob l'importanza del valore dei sentimenti e della vita.

## Produzione
Le riprese si svolsero dal 24 marzo al 12 luglio 1958.

## Distribuzione
La prima del film avvenne il 10 ottobre 1958 al Marignan e al Marivaux di Parigi.

## Critica
Per il Dizionario Mereghetti il film è sfumato nel ritratto d'ambiente e stereotipato nelle notazioni di costume, ma ha una struttura narrativa ben costruita e dotata di un'efficace tensione drammatica.
Il Dizionario Morandini ne riconosce la solidità della costruzione drammatica e la buona direzione dei giovani attori, ma giudica convenzionali la storia e i personaggi.
Gabriel García Márquez esalta la protagonista femminile interpretata da Pascale Petit scrivendo che ella, suicidandosi «con il moderno metodo della velocità, non lo fa per corruzione, ma perché è visceralmente innamorata, come Margherita Gautier», mentre l'innamorato «cerca di impedirglielo in uno dei migliori inseguimenti che si siano mai visti al cinema».